# Équipe de Yougoslavie de football à la Coupe du monde 1954
L'équipe de Yougoslavie de football est éliminée en quart de finale de la Coupe du monde 1954.

## Effectif
| Numéro / Nom       | Numéro / Nom         | Club                     | Date de naissance | J.              | Buts            |                 |                 |                 |
| Gardiens de but    | Gardiens de but      | Gardiens de but          | Gardiens de but   | Gardiens de but | Gardiens de but | Gardiens de but | Gardiens de but | Gardiens de but |
| ------------------ | -------------------- | ------------------------ | ----------------- | --------------- | --------------- | --------------- | --------------- | --------------- |
| 1                  | Vladimir Beara       | Hajduk Split             | 02.11.1928        | -               | -               | -               | -               | -               |
| 12                 | Branko Kralj         | Dinamo Zagreb            | 10.03.1924        | -               | -               | -               | -               | -               |
| Défenseurs         |                      |                          |                   |                 |                 |                 |                 |                 |
| 2                  | Branko Stankovic     | Étoile rouge de Belgrade | 31.10.1921        | -               | -               | -               | -               | -               |
| 3                  | Tomislav Crnković    | Dinamo Zagreb            | 17.06.1929        | -               | -               | -               | -               | -               |
| 4                  | Zlatko Čajkovski     | Partizan Belgrade        | 24.01.1923        | -               | -               | -               | -               | -               |
| 13                 | Miljan Zeković       | Étoile rouge de Belgrade | 15.11.1925        | -               | -               | -               | -               | -               |
| 17                 | Bruno Belin          | Partizan Belgrade        | 16.01.1929        | -               | -               | -               | -               | -               |
| Milieux de terrain |                      |                          |                   |                 |                 |                 |                 |                 |
| 5                  | Ivica Horvat         | Dinamo Zagreb            | 16.07.1926        | -               | -               | -               | -               | -               |
| 6                  | Vujadin Boškov       | Vojvodina Novi Sad       | 16.05.1931        | -               | -               | -               | -               | -               |
| 14                 | Lev Mantula          | Dinamo Zagreb            | 08.12.1928        | -               | -               | -               | -               | -               |
| 15                 | Ljubiša Spajić       | Étoile rouge de Belgrade | 07.03.1926        | -               | -               | -               | -               | -               |
| 16                 | Sima Milovanov       | Vojvodina Novi Sad       | 10.04.1923        | -               | -               | -               | -               | -               |
| Attaquants         |                      |                          |                   |                 |                 |                 |                 |                 |
| 7                  | Tihomir Ognjanov     | Étoile rouge de Belgrade | 02.03.1927        | -               | -               | -               | -               | -               |
| 8                  | Rajko Mitić          | Étoile rouge de Belgrade | 06.09.1922        | -               | -               | -               | -               | -               |
| 9                  | Bernard Vukas        | Hajduk Split             | 01.05.1927        | -               | -               | -               | -               | -               |
| 10                 | Stjepan Bobek        | Partizan Belgrade        | 03.12.1923        | -               | -               | -               | -               | -               |
| 11                 | Branko Zebec         | Partizan Belgrade        | 17.05.1929        | -               | -               | -               | -               | -               |
| 18                 | Miloš Milutinović    | Partizan Belgrade        | 05.02.1933        | -               | -               | -               | -               | -               |
| 19                 | Zlatko Papec         | Hajduk Split             | 17.01.1934        | -               | -               | -               | -               | -               |
| 20                 | Dionizije Dvornić    | Dinamo Zagreb            | 27.04.1926        | -               | -               | -               | -               | -               |
| 21                 | Todor Veselinović    | Vojvodina Novi Sad       | 22.10.1930        | -               | -               | -               | -               | -               |
| 22                 | Aleksandar Petaković | Radnički Belgrade        | 06.08.1932        | -               | -               | -               | -               | -               |
| Sélectionneur      |                      |                          |                   |                 |                 |                 |                 |                 |
|                    | Aleksandar Tirnanić  |                          | 15.07.1910        |                 |                 |                 |                 |                 |

## Phase finale

### Premier tour, poule 1
| Classement final |             |     |   |   |   |   |    |    |      |
|                  | Équipe      | Pts | J | G | N | P | BP | BC | Diff |
| 1                | Yougoslavie | 3   | 2 | 1 | 1 | 0 | 2  | 1  | +1   |
| 1                | Brésil      | 3   | 2 | 1 | 1 | 0 | 6  | 1  | +5   |
| 3                | France      | 2   | 2 | 1 | 0 | 1 | 3  | 3  | 0    |
| 4                | Mexique     | 0   | 2 | 0 | 0 | 2 | 2  | 8  | -6   |

|         |             |   |   |             |
| 16 juin | Yougoslavie | 1 | 0 | France      |
| 16 juin | Brésil      | 5 | 0 | Mexique     |
| 19 juin | Brésil      | 1 | 1 | Yougoslavie |
| 19 juin | France      | 3 | 2 | Mexique     |

| 16 juin 1954 | Yougoslavie     | 1 - 0 | France | Stade Olympique de la Pontaise, Lausanne              |                                                       |
| 18:00        | Milutinović 15e |       |        | Spectateurs : 27 000 Arbitrage : M.Benjamin Griffiths | Spectateurs : 27 000 Arbitrage : M.Benjamin Griffiths |
| 18:00        | (Rapport)       |       |        | Spectateurs : 27 000 Arbitrage : M.Benjamin Griffiths | Spectateurs : 27 000 Arbitrage : M.Benjamin Griffiths |

| 19 juin 1954 | Brésil    | 1 - 1 a. p. | Yougoslavie | Stade Olympique de la Pontaise, Lausanne           |                                                    |
| 17:00        | Didi 69e  |             | Zebec 48e   | Spectateurs : 40 000 Arbitrage : Charlie Faultless | Spectateurs : 40 000 Arbitrage : Charlie Faultless |
| 17:00        | (Rapport) |             |             | Spectateurs : 40 000 Arbitrage : Charlie Faultless | Spectateurs : 40 000 Arbitrage : Charlie Faultless |

### Quarts de finale
| 27 juin 1954 | Yougoslavie | 0 - 2 | Allemagne de l'Ouest       | Stade des Charmilles, Genève              |                                           |
| 17:00        |             |       | Horvat 9e (csc) · Rahn 85e | Spectateurs : 20 000 Arbitrage : M. Zsolt | Spectateurs : 20 000 Arbitrage : M. Zsolt |
| 17:00        | (Rapport)   |       |                            | Spectateurs : 20 000 Arbitrage : M. Zsolt | Spectateurs : 20 000 Arbitrage : M. Zsolt |